# Diotrefes d'Atenes
Diotrefes (en llatí Diotrephes, en grec antic Διοτρέφης) fou un militar atenenc enviat per l'oligarquia revolucionaria dels Quatre-cents l'any 411 aC per assolir el comandament dels estats subjectes a Atenes situats a Tràcia i establir governs addictes, segons Tucídides.
La seva primera missió va ser establir un govern oligàrquic a Tassos. Segurament va ser el pare del general Nicòstrat, mort anys després a la batalla de Mantinea, i probablement el fill d'aquest Nicòstrat es va dir Diotrefes com el seu avi. Si és així, era un personatge diferent del Diitrefes destructor de Micalessos que també menciona Tucídides.